# Xiphonia
Xiphonia fu una misteriosa città greca, oggi del tutto scomparsa che, si ipotizza, fosse situata nel territorio compreso fra Aci Catena, Aci Sant'Antonio, Acireale ed Aci Castello.

## Descrizione storica
Il mito di Xiphonia ci viene tramandato dai poeti Teocrito, Virgilio ed Ovidio che lì ambientarono la storia d'amore tra una ninfa chiamata Galatea ed un pastorello chiamato Aci ucciso per gelosia dal ciclope Polifemo. Aci fu trasformato dal pietoso Giove in un fiume per farlo ricongiungere definitivamente con l'amata ninfa.
Secondo lo storico Diodoro Siculo fu fondata dai Greci nel VII secolo a.C. con il nome di Xiphonia dal nome del promontorio e Aci dal nome del fiume, secondo altri il nome Xiphonia deriverebbe dalle punte aguzze dei faraglioni di Aci Trezza. Inoltre anche la denominazione varia: viene spesso citata anche come «Xifonia», «Scifonia» o «Sifonia».

Il cosiddetto «Busto di Acireale», d'epoca romana: attribuito a Cesare e rinvenuto nella frazione acese di Capo Mulini nel 1675.

 Di sicuro nell'antichità i poli più importanti dell'area furono due: uno presso l'odierna Capomulini (l'acroterion) ed un altro fra le contrade di S.Venera al Pozzo e della Reitana. Nel 475 a.C. la zona fu ripopolata da ben diecimila siracusani. Ciò comportò tensioni ed attriti con i precedenti abitanti che culmineranno in un cruento scontro sotto Ducezio e che costringerà i coloni alla fuga.
Conquistata dai romani, probabilmente intorno al II secolo a.C., fu chiamata Akis e citata da Teocrito ed Eschilo. Anche in questo caso non verrà denominata in maniera univoca: Ovidio e Silio Italico la citeranno come «Acis», Claudiano invece come «Acin».
Durante la seconda guerra punica, Akis assunse un ruolo rilevante per importanza politica ed economica. Lo stesso Silio Italico nel «De Bello Punico» narra di una città presso il fiume Aci alleata dei Romani.
Famose furono le sue terme, alimentate da acque sulfuree provenienti dal vulcano Etna. Di sicuro la rocca sulla quale si erge il castello normanno (castello di Aci) fu frequentata durante il periodo della colonizzazione greca e poi della dominazione romana, per la sua posizione strategica, sebbene non si siano conservati resti.
Nel 99 a.C., durante le guerre servili, il console Manlio Aquilio sconfisse l'esercito comandato da Antenione che fu ucciso nelle vicinanze della Reitana. A ricordo dell'impresa la stessa contrada prenderà il nome di Aquilia. Un'altra versione più verosimile vuole che il nome Aquilia derivi dal fatto che la terra su cui sorse la contrada fosse di proprietà della Gens Aquilia poiché in epoca romana le terre prendevano i nomi di chi le possedeva e per distinguerla dagli altri possedimenti di questa famiglia romana prese il nome di Aquilia di Aci. Alcuni scrittori antichi ci hanno comunque lasciato il ricordo di famose battaglie navali combattute nelle acque antistanti il Capo de Mulini, fra questi Diodoro Siculo ci ricorda quella tra Imilcone cartaginese e Leptine siracusano, mentre lo storico greco Appiano di Alessandria narra che nel 36 a.C. l'imperatore Augusto si salvò dopo esser stato sconfitto in mare da Sesto Pompeo durante la guerra civile.
Nei secoli successivi le guerre, i saccheggi e le distruzioni dovute a eruzioni e terremoti costrinsero gli abitanti a spostarsi più a sud, le informazioni su questo periodo sono abbastanze confuse e della misteriosa Xiphonia e di Akis se ne perse traccia.
Proprio a Capomulini durante i lavori per la realizzazione di una fortificazione nel corso della guerra franco-spagnola del 1675 si rinvennero notevoli quantità di frammenti di statue marmoree databili in epoca romana, fra cui un busto marmoreo che venne attribuito a Giulio Cesare, noto come «il Busto di Acireale» e che ora è in mostra alla Pinacoteca Zelantea.

## Le leggende
Oltre al mito di Aci e Galatea molte sono le leggende che si sono tramandate su questa misteriosa città.
- Si narra che l'eruzione del 396 a.C., che storicamente investì e stravolse il territorio acese avrebbe anche terrorizzato e messo in fuga la flotta cartaginese comandata da Imilcone che si preparava ad uno sbarco.
- Il venerdì Santo dell'anno 100 d.C. viene tradizionalmente ricordato come il giorno della nascita di Santa Venera, nella zona delle terme Xiphonie. Il 26 luglio del 143 d.C., sempre nella stessa area avveniva la esecuzione della Santa per decapitazione.
- I Giganti che sarebbero caduti nel Bosco d'Aci per punizione di Zeus dopo aver tentato la scalata all'Olimpo (nel De raptu Proserpinae di Claudiano).
- Secondo alcuni storici nel tratto di costa ionico, fra Acireale e Catania, sarebbe approdato Ulisse con i suoi compagni nell'Odissea, opera scritta da Omero ed avrebbe incontrato il ciclope Polifemo, figlio del Dio Nettuno. Il ciclope li imprigionò in un antro, che usava come dimora e gli sfortunati viaggiatori riuscirono a liberarsi solo accecando Polifemo con un palo arroventato. Per l'ira il ciclope scagliò enormi massi contro Ulisse ed i suoi compagni in fuga, massi che sono stati leggendariamente identificati con i faraglioni di Aci Trezza.

## Archeologia

### Le altre testimonianze
In prossimità dell'area vari sono stati i rinvenimenti di reperti archeologici, fra cui un mosaico d'epoca romana detto de il Pegaso. In antichità vi erano spesso rinvenimenti di resti di colonne, incisioni e cisterne risalenti al basso impero nei pressi dell'attuale Aci Trezza. Tuttavia sia il tempo, che l'azione dell'uomo e gli eventi naturali (specie sismici e vulcanici) hanno cancellato grossa parte di quelle che furono le antiche vestigia. Altri reperti si trovano presso Capomulini e nella baia antistante specie intorno alla isola Lachea. Sull'isola Lachea è stato rinvenuto materiale ceramico che testimonia la frequentazione dell'isola in età tardo romana, inoltre si trovano anche i resti di un'antica fortificazione fenicia e di un luogo di culto bizantino.
Ad Aci Castello negli anni cinquanta in zona «Vigna vecchia» vennero alla luce le tracce di una vasta necropoli ellenistica. Altre tracce vennero ritrovate negli anni settanta e alla fine degli anni novanta indicando una estensione della stessa in almeno un ettaro. Ma la mancanza di uno specifico piano di scavi archeologici e la forte urbanizzazione della zona non hanno permesso la valorizzazione della scoperta. Quasi tutti i materiali rinvenuti nel territorio si possono osservare nella Pinacoteca Zelantea di Acireale e nel Museo Civico di Aci Castello (ospitato nel castello).

## Altre interpretazioni
La collocazione di Xiphonia nei pressi di Acireale non è certa, ma presunta. Secondo altri Xiphonia ed il porto Xiphonio sarebbero sorte vicino ad Augusta (SR). Diodoro Siculo dice infatti che nel 264 a.C., i Cartaginesi approdarono a Xiphonia per portare aiuto a Ierone II, non sapendo che egli nel frattempo si era alleato con i Romani, il che fa ipotizzare che il punto di approdo delle navi puniche doveva essere vicino a Siracusa, dunque nel porto di Augusta. Anche Strabone cita Xiphonia come promontorio dopo aver parlato delle foce del Simeto e degli altri fiumi che sfociano su quella costa, e il Periplo di Scilace cita il porto Xiphonio e la città di Megara, subito dopo lo stesso fiume. Nella cittadina del siracusano, dove la presenza greca fu comunque certa ed importante (Megara, Thapsos), esiste il capo Xiphonio ed addirittura una via Xifonia.
Aki e ki sono suffissi sumerici indicativi di luogo, per cui Aci, di solito accompagnato da una indicazione caratterizzante (Aci Catena, Aci Trezza, Aci Sant'Antonio, ecc.) potrebbe essere una traccia di insediamenti di genti di provenienza dal mediterraneo orientale, che hanno abitato le regioni ioniche dell'Italia durante l'età del bronzo o anche prima. Infatti, le colline intorno a Messina hanno restituito statuette risalenti al Calcolitico di stile cicladico. Alcuni toponimi conservano "aci" come suffisso. Uno di questi, Curcuraci nei pressi di Messina, è facilmente leggibile: kur (altura), kur-kur (le alture), aki (luogo di).